# Sant Ponç (Alier)
Saint-Pont és un municipi francès, situat al departament de l'Alier i a la regió d'Alvèrnia-Roine-Alps. L'any 2007 tenia 526 habitants.

## Demografia

### Població
El 2007 la població de fet de Saint-Pont era de 526 persones. Hi havia 200 famílies de les quals 40 eren unipersonals (24 homes vivint sols i 16 dones vivint soles), 72 parelles sense fills, 80 parelles amb fills i 8 famílies monoparentals amb fills.
La població ha evolucionat segons el següent gràfic:
Habitants censats

### Habitatges
El 2007 hi havia 239 habitatges, 206 eren l'habitatge principal de la família, 3 eren segones residències i 30 estaven desocupats. 238 eren cases i 1 era un apartament. Dels 206 habitatges principals, 177 estaven ocupats pels seus propietaris, 18 estaven llogats i ocupats pels llogaters i 11 estaven cedits a títol gratuït; 4 tenien dues cambres, 29 en tenien tres, 59 en tenien quatre i 114 en tenien cinc o més. 174 habitatges disposaven pel capbaix d'una plaça de pàrquing. A 72 habitatges hi havia un automòbil i a 127 n'hi havia dos o més.

### Piràmide de població
La piràmide de població per edats i sexe el 2009 era:
| Homes | Edats   | Dones |
| ----- | ------- | ----- |
| 0     | 95 o +  | 0     |
| 0     | 90 a 94 | 8     |
| 4     | 85 a 89 | 4     |
| 8     | 80 a 84 | 4     |
| 12    | 75 a 79 | 16    |
| 8     | 70 a 74 | 12    |
| 4     | 65 a 69 | 4     |
| 12    | 60 a 64 | 12    |
| 8     | 55 a 59 | 12    |
| 16    | 50 a 54 | 8     |
| 16    | 45 a 49 | 20    |
| 24    | 40 a 44 | 12    |
| 8     | 35 a 39 | 20    |
| 20    | 30 a 34 | 8     |
| 24    | 25 a 29 | 28    |
| 20    | 20 a 24 | 16    |
| 12    | 15 a 19 | 12    |
| 4     | 10 a 14 | 4     |
| 16    | 5 a 9   | 8     |
| 12    | 0 a 4   | 20    |

## Economia
El 2007 la població en edat de treballar era de 341 persones, 255 eren actives i 86 eren inactives. De les 255 persones actives 238 estaven ocupades (133 homes i 105 dones) i 17 estaven aturades (11 homes i 6 dones). De les 86 persones inactives 29 estaven jubilades, 26 estaven estudiant i 31 estaven classificades com a «altres inactius».

### Ingressos
El 2009 a Saint-Pont hi havia 218 unitats fiscals que integraven 567 persones, la mediana anual d'ingressos fiscals per persona era de 17.332,5 €.

### Activitats econòmiques
Dels 10 establiments que hi havia el 2007, 1 era d'una empresa de fabricació d'altres productes industrials, 2 d'empreses de construcció, 1 d'una empresa de comerç i reparació d'automòbils, 2 d'empreses immobiliàries, 2 d'empreses de serveis i 2 d'entitats de l'administració pública.
L'únic servei als particulars que hi havia el 2009 era una fusteria.
L'únic establiment comercial que hi havia el 2009 era una peixateria.
L'any 2000 a Saint-Pont hi havia 26 explotacions agrícoles que ocupaven un total de 686 hectàrees.

## Equipaments sanitaris i escolars
Els 2 equipaments sanitaris que hi havia el 2009 eren ambulàncies.
El 2009 hi havia una escola elemental integrada dins d'un grup escolar amb les comunes properes formant una escola dispersa.

## Poblacions més properes
El següent diagrama mostra les poblacions més properes.